# BC Victoria
Der BC Victoria ist niederländischer Badmintonverein aus Hoensbroek.

## Geschichte
Der Verein wurde am 28. Juni 1959 gegründet. Die erste Mannschaft des Vereins konnte sich mehrfach für den NBB Cup qualifizieren. Derzeit spielt der Klub in der Eredivisie, der höchsten Liga in den Niederlanden.

## Platzierungen in der Eredivisie
- 2006/07: 7. (Abstieg)
- 2008/09: 7.
- 2009/10: 6.
- 2010/11: 8.
- 2011/12: 6.
- 2012/13: 10.
- 2013/14: 7.

## Bekannte Spieler
| - Robert Kwee - Ben Maes - Simon Merkt - Christoph Beck - Freek Golinski - Rik Hermans | - Thamar Pet - Meta Knuth - Jessie van Wijk - Lieke Maes - Denise Hall |